# Наутсийоки
Наутсийоки (фин. Nautsijoki, уст. Няхча) — река в Печенгском районе Мурманской области. Длина 32 км. Площадь бассейна 539 км².
Исток реки расположен на выходе из озера Ала-Наутсиярви, впадает в озеро Гренсеватн на реке Паз бассейна Баренцева моря. Питание в основном снеговое. Порожиста. Протекает по хвойным лесам. Крупнейший приток Кохисеванйоки (левый, в 8,8 км от устья). Вблизи устья расположен населённый пункт Раякоски, ранее на реке располагался финский посёлок Наутси.